# エドワード・カーネル
エドワード・ジョン・カーネル(Edward John Carnell、1919年 - 1967年)は、第二次世界大戦後に福音派の学問的立証に貢献した、アメリカ・バプテスト派の神学者。

## 経歴
アメリカ合衆国ウィスコンシン州アンティゴ出身。ハーバード大学、ボストン大学の二つの大学より学術博士号を取得した。その後、ホイートン・カレッジとウェストミンスター神学校で学び、1948年にカール・ヘンリーと共にフラー神学校の創立に参加する。1967年に急逝するまで、宗教哲学、倫理学教授として教鞭を取り、1954年から1959年までフラー神学校の校長を勤めた。
米哲学学会と米国宗教アカデミーの会員で、ラインホルド・ニーバーの神学やキルケゴールに関する書物を著し、福音派の立場を合理的、哲学的に弁証した。